# Догрецький субстрат
Догре́цький субстра́т — термін, що позначає невідому мову або мови, ймовірно поширені на території Стародавньої Греції до приходу носіїв протогрецької мови. Вважається, що грецька мова запозичила велику кількість слів та власних назв з догрецької мови або мов, оскільки помітна частина грецьких слів не може бути пояснена з реконструкції прото-індоєвропейських коренів і морфем.
В археології догрецький субстрат асоціюється з раннім і частково середнім періодом елладської цивілізації материкової Греції, а також з мінойською і кікладською цивілізаціями на островах Егейського моря. Після виникнення мікенської цивілізації, що поглинула три попередні, починається стрімка асиміляція догрецького населення. В епоху Геродота багато зі згадуваних ним народів збереглися лише в легендах.

## Історичні свідоцтва
Грецькі історики згадують низку народів, що мешкали на Балканському півострові, на західній частині Малої Азії і на островах Егейського моря до приходу греків. На Криті існувала Мінойська цивілізація, вплив якої простежується також на Балканах і Кікладах; крім мінойців, на Криті мешкали пеласги і кидони. У материковій Греції найчисленніших плем'ям були пеласги; крім них, згадуються також мінійці, кавкони, лелеги, аркадійці, дріопи, кінурійці, курети, молосці, телебої. На крайньому заході Малої Азії жили лелеги, пеласги, тевкри, терміли, тирсени.
Мінойська цивілізація залишила велику кількість писемних пам'яток, але мінойська мова поки залишається незрозумілою. Тирсени надійно ідентифікуються з етрусками, а пеласги неодноразово розглядаються в давньогрецьких джерелах як близький етрускам народ. В єгипетських джерелах XIII століття до н. е. серед «народів моря» ймовірно згадуються пеласги (вони ж філістимляни?), тірсени (етруски), можливо, також тевкри.
Етнічна приналежність інших народів, а також походження даних народів і родинні зв'язки між ними залишаються предметом спекуляцій через відсутність їхніх письмових пам'яток.

## Слова ймовірно догрецького походження
1. Особисті імена (наприклад, грец. Οδυσσεύς Одіссей)
2. Теоніми (наприклад, грец. Ερμής Гермес)
3. Морські і корабельні терміни (наприклад, грец. θάλασσα «море»)
4. Слова, пов'язані з середземноморським сільським господарством (напр. грец. ϝἐλαία «олива», грец. άμπελος «вино»)
5. Назви правителів (наприклад, грец. Τύραννος «тиран»)
6. Будівельні технології (наприклад, грец. πύργος «вежа»[1]))
7. Терміни, пов'язані зі світоглядом (наприклад, грец. Κόσμος «всесвіт», букв. «прикраса», грец. ουράνος «небо», букв. «навіс»)
8. Топоніми з суфіксами-νθ-(наприклад, грец. Κόρινθος Коринф, грец. Ζάκυνθος Закінф),-σσ-(наприклад, грец. Παρνασσός Парнас) і-ττ-(наприклад, грец. Λυκαβηττός гора Лікабет).

## Теорії субстратів
Відомості про догрецьке населення дійшли до нас по текстах давньогрецьких істориків, поетів і генеалогістів, а також за текстами сусідніх культур (хеттської, давньоєгипетської тощо). Якщо виключити найфантастичніші гіпотези, то найчастіше серед істориків античності розглядаються такі варіанти прив'язки догрецького субстрату до вже відомих мов і культур:

### Анатолійський субстрат
На думку Л. Палмера, А. Гойбека і низки інших дослідників, субстратом міг стати одна з анатолійських мов (можливо, лувійська мова), оскільки топоніми з звукосполученням -ss-і-nd-(відповідними -σσ- і -νθ- в материковій Греції) були широко поширені в Західній Анатолії. Проти даної гіпотези говорять два факти: по-перше, топоніми з зазначеними суфіксами поширені також в материковій Греції та на Криті, де ніколи не спостерігалося впливу хетто-лувійської цивілізації, по-друге, в Малій Азії зазначені суфікси зустрічаються тільки на західному краю, куди хетто-лувійські народи проникли вже після краху Хетського царства, тоді як згадуються ці топоніми в хетських текстах значно раніше
Субстратом могли бути й мови долувійських культур заходу Анатолії (Троя, Бейджесултан тощо), з початку бронзової доби підтримуючих тісні зв'язки з материковою Грецією.

### Пеласгський (тірренський) субстрат
Стародавні історики найчастіше розглядають пеласгів, що населяли більшу частину Греції, як народ, споріднений тирренам (етрускам) з Малої Азії, або навіть ототожнюють їх. Ймовірно пеласгський пам'ятник, Лемноська стела, виявляє значну морфологічну і лексичну схожість з етруською мовою.
На підставі твердження Фукідіда, що тирренська мова в минулому була мовою Стародавніх Афін і що тирренці були вигнані на Лемнос (Геродот приписує і перше і друге пеласгам), було зроблено припущення, що субстратна мова була пов'язана з лемносською мовою і, таким, чином, з етруською мовою.
Проблема «Тирренської гіпотези» полягає в тому, що характерні суфікси субстратні слів, зокрема,-νθ-,-σσ-,-ττ-, не мають аналогів в етруській мові, тобто, можливо, є не пеласгськими за походженням.

### Мінойський субстрат
Мінойська цивілізація існувала на острові Крит, а рано асимільована мінойцями кікладська цивілізація — на Кікладських островах. В епоху розквіту вплив Криту поширювалося далеко на схід, до Кіпру та узбережжя Палестини. Мінойська цивілізація мала значний вплив на Мікенську цивілізацію, яка запозичила критське письмо і значний пласт критської лексики. У той же час, в домікенський (тобто елладський) період присутність критян в материковій Греції не простежується.
З кікладською цивілізацією також пов'язують малоазійську народність лелеги, пізніше асимільовану карійцями.

### Палеобалканський субстрат
Гиндин й Откупщиков розглядають догрецький субстрат як ранньоіндоєвропейський, але пов'язаний з іншими, ніж греки, народами (наприклад, фракійцями). При цьому гіпотези Откупщікова і Гіндін є взаємовиключними.